# 来目塩籠
来目 塩籠（くめ の しおこ）は、飛鳥時代の人物。姓は臣。

## 出自
来目氏（来目臣）は蘇我氏族に属する皇別氏族。

## 経歴
672年に壬申の乱の勃発後、大友皇子（弘文天皇）側・大海人皇子（天武天皇）側の双方が兵力を興す中で、河内国は大友皇子側に属し、大海人皇子側についた倭（大和国）の大伴吹負と勢力圏を接した。河内に集まった軍の指揮は壱伎韓国が執った。韓国の軍は、おそらく7月3日に吹負が派遣した敵を破った。このとき河内国司守の来目臣塩籠は、大海人皇子側につこうとして軍を集めていた。そこに来た韓国は密かに塩籠の計画を聞いて、殺そうとした。事が漏れたことを知って塩籠は自殺した。